# Port Said (gouvernement)
Port Said (Bur Sa'id, Arabisch: پورسعي) is een van de 29 gouvernementen van Egypte en ligt in het noordoosten van het land aan de ingang van het suezkanaal.
Port Said is het op een na kleinste gouvernement van Egypte, na Luxor. Het is 72 vierkante kilometer groot. Eind 2006 telde het ruim 270.000 inwoners waarvan het merendeel in de hoofdstad Port Said woont.
De naam Port Said komt deels van de haven en deels van Mohammed Said Pasha die ten tijde van het begin van de werken aan het Suezkanaal onderkoning van Egypte was.